# Луций Пасиен Руф
Луций Пасиен Руф (на латински: Lucius Passienus Rufus) e политик и сенатор на ранната Римска империя през края на 1 век пр.н.е.

## Биография
Той е син на оратора (deklamator) Пасиен и е homo novus.
През 4 пр.н.е. той е консул заедно с Гай Калвизий Сабин. След това става проконсул на провинция Африка. Там потушава въстания, за което е награден с ornamenta triumphalia през 3 пр.н.е.

## Деца
- Гай Салустий Крисп Пасиен (консул през 44 г.).